# Ōtsuki Fumihiko

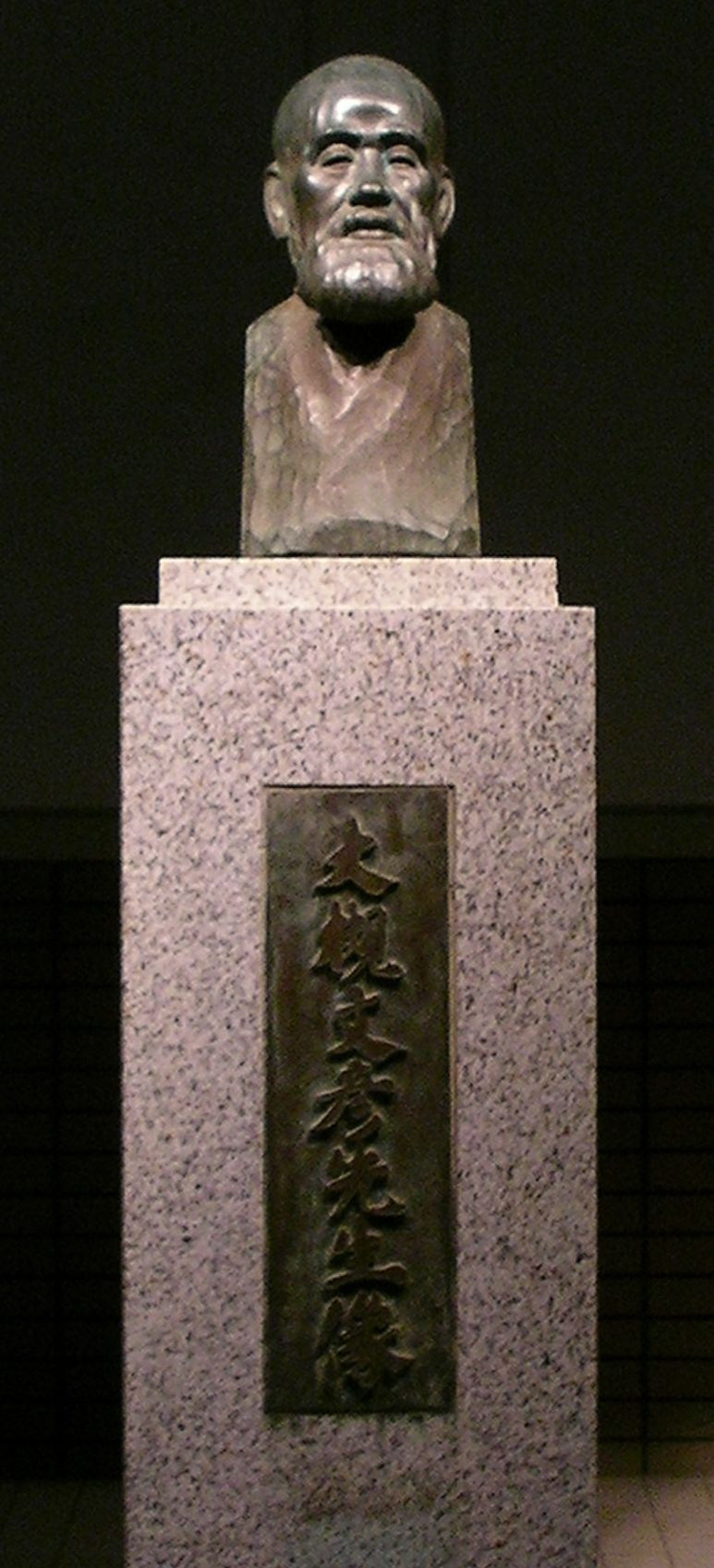
Büste Ōtsuki Fumihikos in der Sendai Dai-Ichi Grundschule, Präfektur Miyagi

Ōtsuki Fumihiko (japanisch 大槻 文彦, eigentlich Ōtsuki Kiyomata; * 15. Oktober 1847 in Edo; † 17. Februar 1928) war ein japanischer Lexikograph, Linguist und Historiker. Bekannt wurde er durch die von ihm herausgegebenen Wörterbücher des Japanischen, das Genkai (言海, wörtlich: „Meer der Worte“; 1891) und dessen Nachfolger Daigenkai (大言海, wörtlich: „Großes Meer der Worte“; 1932–37), sowie durch Studien zur japanischen Grammatik.
Ōtsuki wuchs im Edoer Stadtteil Kobiki-chō (木挽町) auf, heute Teil der Tokyoter Ginza. Er war der dritte Sohn des konfuzianischen Gelehrten und Experten für Schießwesen Ōtsuki Bankei (大槻 磐渓) und Enkel des Konfuzianers und Rangaku-Gelehrten Ōtsuki Gentaku (大槻 玄沢). Der Familientradition folgend, begann er mit „westlichen Studien“: an der Kaiseijo-Schule (einer Vorgängerin der Universität Tokio) studierte er Englisch und Mathematik. Später arbeitete er als Übersetzer, während er in der Hafenstadt Yokohama von Amerikanern Englisch lernte. Ab 1872 beteiligte er sich an der Herausgabe eines Englisch-Japanisch Wörterbuch, später arbeitete er an Lehrbüchern und gab Unterricht in Schulen der Präfektur Miyagi.
Obwohl Ōtsuki für die Druckkosten der Erstauflage des Genkai selbst aufkam, wurde es bald neu aufgelegt und zu kommerziellen Ausgaben erweitert, die Auflagen von über 1000 Exemplaren erfuhren. Teilweise nach dem Vorbild westlicher einsprachiger Wörterbücher entworfen, gab Genkai nicht nur Informationen über die Worte, ihre Abbildung in Kanji, Katakana und Hiragana, sowie ihre Definitionen in Japanisch – sondern auch ihre Aussprache, Etymologie und Zitate ihres Gebrauchs. Der Nachfolger, das vierbändige Daigenkai, obwohl unter Ōtsukis Namen publiziert und in Teilen auf seiner Arbeit basierend, erschien einige Jahre nach seinem Tod. Es wurde von anderen Lexikographen vollendet.
Ōtsukis Grammatikbücher, besonders „Eine umfangreiche Grammatik des Japanischen“ (広日本文典, Kō Nihon Bunten) und „Grammatik der japanischen Umgangssprache“ (口語法, Kōgohō), beeinflusste die schulische Lehre der japanischen Grammatik noch für nachfolgende Generationen.